# Schillerstraße 75 (Mönchengladbach)

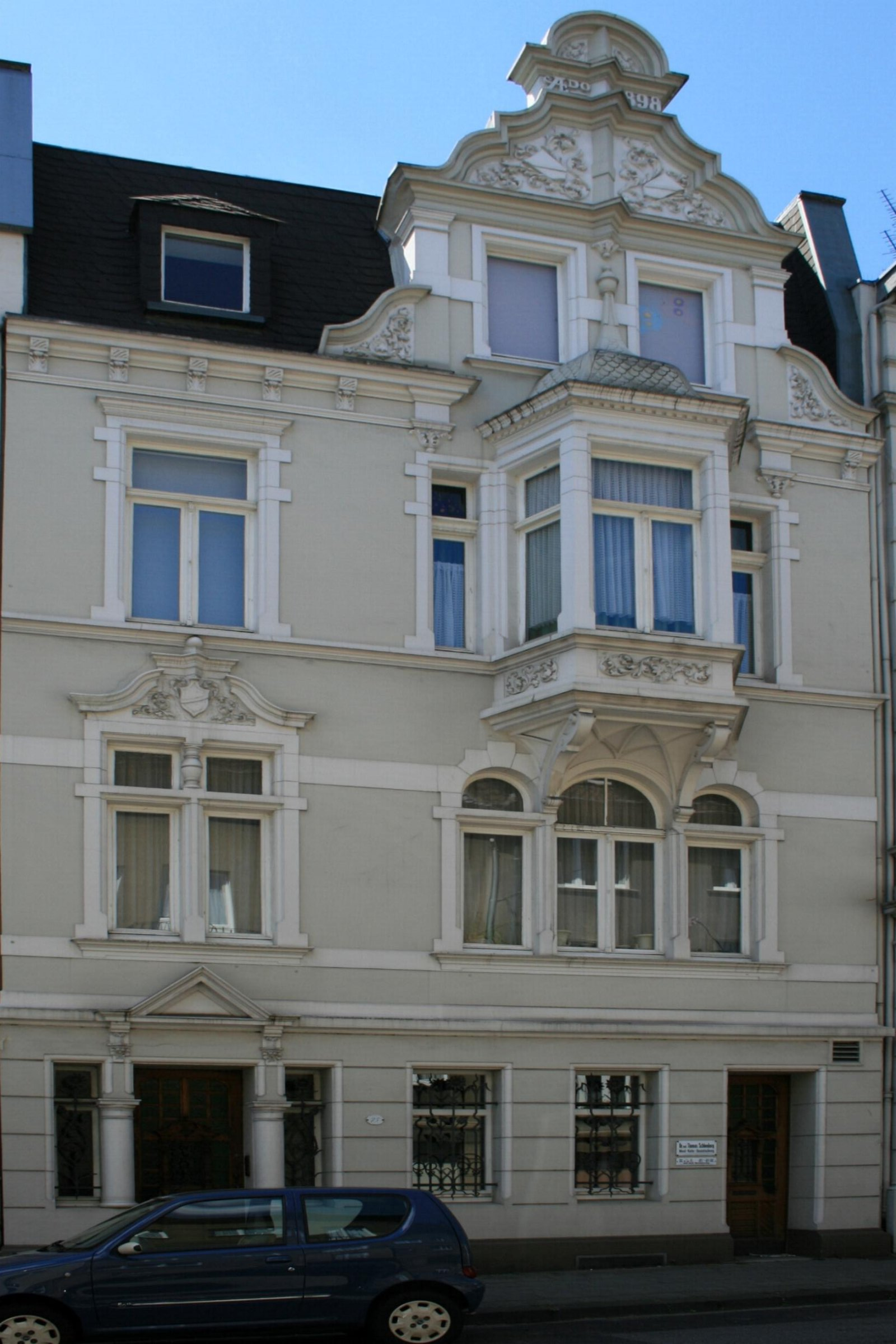
Wohngeschäftshaus (2010)

Das Wohngeschäftshaus Schillerstraße 75 steht im Stadtteil Gladbach in Mönchengladbach (Nordrhein-Westfalen).
Das Gebäude wurde 1898 erbaut und unter Nr. Sch 046 am 7. August 1990 in die Denkmalliste der Stadt Mönchengladbach eingetragen.

## Lage
Das Objekt liegt in historischen Stadterweiterungsgebiet zwischen Altstadt und Eicken in der Schillerstraße als Querverbindung zwischen Hohenzollern- und Hindenburgstraße. 

## Architektur
Das Haus Schillerstraße 75 bildet zusammen mit den Häusern Nr. 73, 77, 79, 81, 83 und 85 ein geschlossenes Ensemble.
Es handelt sich um ein in den Fensterachsen unregelmäßiges, dreiachsiges, traufenständiges Gebäude unter Mansarddach aus dem Jahre 1898 mit Zwerchhaus und dreiseitigem Erker im zweiten Obergeschoss. 
Das Objekt ist aus städtebaulichen und architektonischen Gründen unbedingt schützenswert.